# Albert Rhomberg
Josef Anton Albert Rhomberg (4. ledna 1819 Dornbirn – 1. července 1884 Dornbirn) byl rakouský podnikatel a politik německé národnosti, v 2. polovině 19. století poslanec Říšské rady.

## Biografie
Pocházel z rodiny kupce. Od roku 1841 byla jeho manželkou Maria Friederika Rhomberg. Měli dvě děti. Vychodil školu v rodném Dornbirnu, pak se učil francouzsky v Ženevě a vyučil se obchodníkem ve firmě ve Veroně, kde se také naučil italsky. Od roku 1850 vedl v Dornbirnu firmu Herrburger & Rhomberg.
Byl aktivní veřejně i politicky. V letech 1850–1876 byl členem obecního výboru a v letech 1857–1864 i starostou Dornbirnu. Od roku 1849 do roku 1869 byl kromě toho i dozorcem místních škol.
Od roku 1872 do roku 1882 působil jako poslanec Vorarlberského zemského sněmu za kurii měst, obvod Dornbirn. V roce 1882 ze sněmu rezignoval. V období let 1880–1882 působil jako náměstek zemského hejtmana. Byl také poslancem Říšské rady (celostátního parlamentu Předlitavska, tehdy ještě nepřímo voleného), kam ho delegoval Vorarlberský zemský sněm v prosinci roku 1871. Zastupoval kurii měst a tržních osad ve Vorarlbersku. V roce 1871 se uvádí jako Albert Rhomberg, majitel továrny, bytem Dornbirn. V prosinci 1872 na mandát v Říšské radě rezignoval spolu s kolegou Josefem Antonem Oelzem. Důvodem byl nesouhlas s centralistickým směřováním státu a potlačováním práv historických zemí.
Byl konzervativně orientován. Působil jako člen katolického politického spolku a spoluzakládal katolický spolkový dům v Dornbirnu. V roce 1859 mu byl udělen zlatý Záslužný kříž s korunou.
Zemřel v červenci 1884.